# Rhinolophus pusillus
Rhinolophus pusillus (Temminck, 1834) è un pipistrello della famiglia dei Rinolofidi diffuso nel Subcontinente indiano e nell'Ecozona orientale.

## Descrizione

### Dimensioni
Pipistrello di piccole dimensioni, con la lunghezza della testa e del corpo tra 30 e 40 mm, la lunghezza dell'avambraccio tra 33 e 40 mm, la lunghezza della coda tra 13 e 26 mm, la lunghezza del piede tra 6,6 e 8 mm, la lunghezza delle orecchie tra 13 e 20 mm.

### Aspetto
Le parti dorsali variano dal marrone scuro al grigio fumo o bruno-rossastro, mentre le parti ventrali sono più chiare. Le orecchie sono grandi. La foglia nasale presenta una lancetta allungata, con la punta larga e i bordi leggermente concavi, un processo connettivo appuntito, una sella larga alla base, con l'estremità arrotondata e i bordi quasi paralleli. La porzione anteriore non copre interamente il muso, il labbro inferiore ha tre solchi longitudinali. La coda è lunga ed inclusa completamente nell'ampio uropatagio. 

### Ecolocazione
Emette ultrasuoni ad alto ciclo di lavoro con impulsi a frequenza costante di 108-110 kHz nel Laos, 90-95 kHz in Thailandia e 102-110 kHz in Cina.

## Biologia

### Comportamento
Si rifugia in colonie fino a 1 500 individui all'interno di grotte spesso insieme ad altre specie di pipistrelli e talvolta anche in edifici.

### Alimentazione
Si nutre di insetti, particolarmente di ditteri, lepidotteri e coleotteri catturati nel sottobosco.

## Distribuzione e habitat
Questa specie è diffusa dall'India, Cina meridionale e Indocina fino a Giava e Borneo.
Vive nelle foreste umide tropicali primarie e secondarie tra 200 e 1 370 metri di altitudine.

## Tassonomia
Sono state riconosciute 9 sottospecie:
- R.p.pusillus: Giava centro-meridionale, Bali, Borneo orientale, centro-meridionale e settentrionale;
- R.p.blythi (Andersen, 1918): stati indiani dell'Arunachal Pradesh, Assam, Meghalaya, Sikkim, Uttarakhand, West Bengal; Nepal, Bangladesh sud-orientale;
- R.p.calidus (G. M. Allen, 1923): province cinesi del Guangxi, Guangdong e Fujian;
- R.p.gracilis (Andersen, 1905): stati indiani dell'Andhra Pradesh, Karnataka, Kerala e Tamil Nadu;
- R.p.lakkhanae (Yoshiyuki, 1990): provincia cinese dello Yunnan, Thailandia, Laos, Vietnam, Cambogia;
- R.p.minutillus (Miller, 1906): Penisola malese, Sumatra settentrionale, Pulau Tioman, Isole Anambas;
- R.p.pagi (Tate & Archbold, 1939): Pagai del nord;
- R.p.parcus (G. M. Allen, 1928): Hainan;
- R.p.szechwanus (Andersen, 1918): Myanmar, province cinesi del Guizhou, Hubei, e Sichuan.

## Conservazione
La IUCN Red List, considerato che questa specie è largamente diffusa e localmente comune, è priva di minacce ed è presente in molte aree protette, classifica R.pusillus come specie a rischio minimo (Least Concern)).